# BellSouth Open 1997
L'Heineken Open 1997  è stato un torneo di tennis giocato sul cemento.
È stata la 41ª edizione dell'Heineken Open,che fa parte della categoria World Series nell'ambito dell'ATP Tour 1997.
Si è giocato all'ASB Tennis Centre di Auckland in Nuova Zelanda, dal 6 al 13 gennaio 1997.

## Campioni

### Singolare
Jonas Björkman ha battuto in finale  Kenneth Carlsen con il punteggio di 7–6(0), 6–0

### Doppio
Ellis Ferreira /  Patrick Galbraith hanno battuto in finale  Rick Leach /  Jonathan Stark con il punteggio di 6–4, 4–6, 7–6.